# Gemäldegalerie Alte Meister
Gemäldegalerie Alte Meister i Dresden i Tyskland er en verdensberømt samling malerier  fra renæssance til barok.
Den blev grundlagt mellem 1694 og 1733 af de to kurfyrster Sachsen og konger af Polen August af Sachsen og August af Polen. Den voksede hurtigt også ved køb af 100 mesterværker i 1746. Samlingen blev i 1747 flyttet til Neumarkt i staldbygninger ombygget til galleri.
I 1800-tallet opførte arkitekten Gottfried Semper den nuværende bygning. Den stod færdig i 1855, og samlingen flyttede dertil.
- Giorgione Den sovende Venus, 1508/10
- Raphael Den sixtinske Madonna, 1512/13
- Tizian Tributten, ca.1516
- Pinturicchio Portræt af dreng
- Bernardo Bellotto (Canaletto) Dresden fra den højre bred af Elben oven for Augustusbroen, 1748
- Peter Paul Rubens Den drukne Herkules ledes af nymfe og satyr, c.1613/14
- Anthonis van Dyck Portræt af hærleder i rustning og et rødt tørklæde, c.1625/27
- Rembrandt Harmensz. van Rijn Ganymedes bortførelse, 1635
- Jacob Jordaens Diogenes leder efter en ærlig mand, ca.1642
- Johannes Vermeer Pige læser brev ved et åbent vindue, ca.1659
- Lucas Cranach den ældre Eva, 1531
- Hans Holbein den yngre Charles de Solier, Sieur de Morette, 1534/35
- Francisco de Zurbaran Skt. Bonaventure beder, 1628/29
- Nicolas Poussin Pan og Syrinx, 1637
- Jean-Étienne Liotard Chokoladepigen, 1744/45